# Susie Wilesová
Susan Summerall Wilesová (* 14. května 1957) je americká politická konzultantka, která působila jako spolupředsedkyně prezidentské kampaně nově zvoleného prezidenta Donalda Trumpa v roce 2024. Dne 7. listopadu 2024 byla Wilesová vybrána nově zvoleným prezidentem Trumpem do funkce 32. personální šéfky Bílého domu v druhé Trumpově vládě. Bude první ženou na této pozici.